# André Dupleix
Pour les articles homonymes, voir Dupleix.
André Dupleix, né le 21 juillet 1944 à Pau, est prêtre du diocèse de Bayonne, Recteur honoraire de l'Institut catholique de Toulouse et ancien secrétaire général adjoint de la Conférence des évêques de France. Actuellement délégué épiscopal au diocèse de Bayonne et professeur à l'Antenne de théologie des Pays de l'Adour.

## Biographie
Né le 21 juillet 1944 à Pau, il fréquente l'école primaire Léon-Say puis l'Immaculée Conception à Pau. André Dupleix entre au séminaire en 1962 puis est ordonné prêtre le 28 décembre 1968 pour le diocèse de Bayonne. Docteur en théologie de l'université pontificale grégorienne de Rome, licencié en philosophie et diplômé de fin d’études d’orgue, André Dupleix devient en 1973 professeur au Grand séminaire de Bayonne et directeur du Centre de culture religieuse ainsi que délégué diocésain et régional de l’œcuménisme jusqu'en 1981. La même année il rejoint l'Institut catholique de Toulouse et devient professeur à la faculté de théologie puis doyen de cette faculté de théologie jusqu'en 1993. Il devient ensuite recteur de l’Institut catholique de 1993 à 2000 puis directeur du Service national du catéchuménat et secrétaire de la Commission épiscopale de la catéchèse et du catéchuménat ainsi que consulteur à la Commission épiscopale pour l’unité des chrétiens. En 2005, il est nommé Secrétaire général adjoint à la Conférence des évêques de France jusqu'en 2011. Il est actuellement délégué épiscopal à la formation des laïcs et intervenant au Service diocésain Culture et Foi du diocèse de Bayonne. Il est également mainteneur de l'Académie des jeux floraux de Toulouse, qu'il a rejoint en 2000, et président d'honneur de l’Académie de Béarn depuis 2014. Il a rejoint l'Académie du Béarn en 2003.  
Auteur de nombreux ouvrages de théologie et de spiritualité, André Dupleix est également musicien, conférencier, chroniqueur religieux et éditorialiste à L'Éclair des Pyrénées.

## Distinctions
- Chevalier de la Légion d'honneur
- Officier de l'ordre national du Mérite[8]
- Chevalier de l'ordre des Palmes académiques
- Officier de l'ordre des Arts et des Lettres[9]
- Médaille d'or de la ville de Toulouse

- Prélat d'honneur de Sa Sainteté
- Mainteneur de l'Académie des jeux floraux (élu en 2000).